# Orbea decaisneana
Orbea decaisneana là một loài thực vật có hoa trong họ La bố ma. Loài này được (Lem.) Bruyns mô tả khoa học đầu tiên năm 2000.

## Hình ảnh

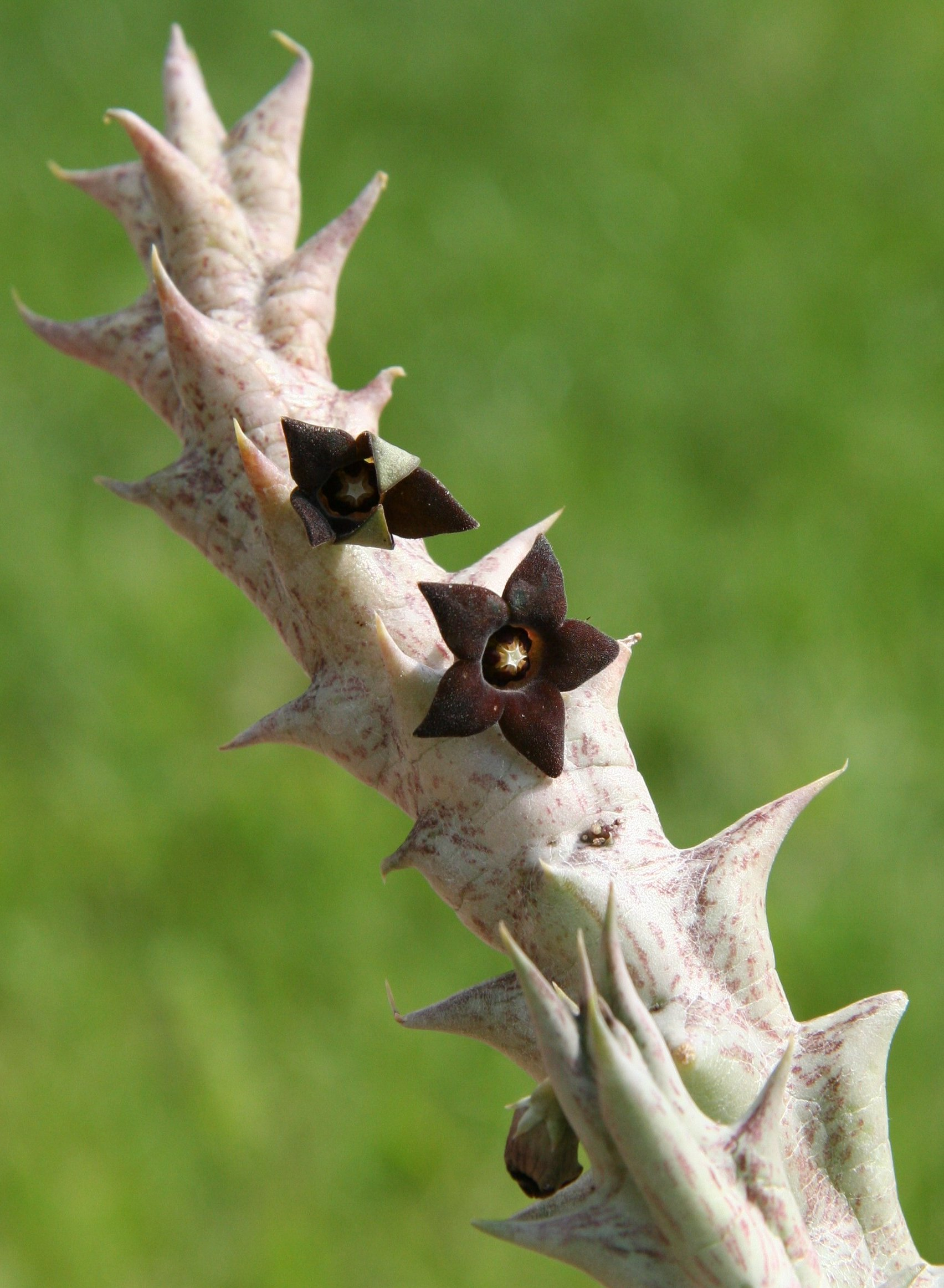